# 1992 en volley-ball
Cet article présente les faits marquants de l'année 1992 en volley-ball.

## Évènements

### Jeux olympiques et paralympiques
- Volley-ball aux Jeux olympiques d'été de 1992